# Гольденберг Яків Самійлович
Яків Самійлович (Самуїлович) Го́льденберг (нар. 1878, Одеса — пом. 1941, Одеса) — український архітектор.

## З біографії
Народився 1878 року в Одесі. Протягом 1898—1904 років навчався у Петербурзькій академії мистецтв. За проєкт палацу намісника імператора на Далекому Сході здобув звання художника-архітектора. Працював в Одесі. Помер в Одесі у 1941 році.

## Споруди

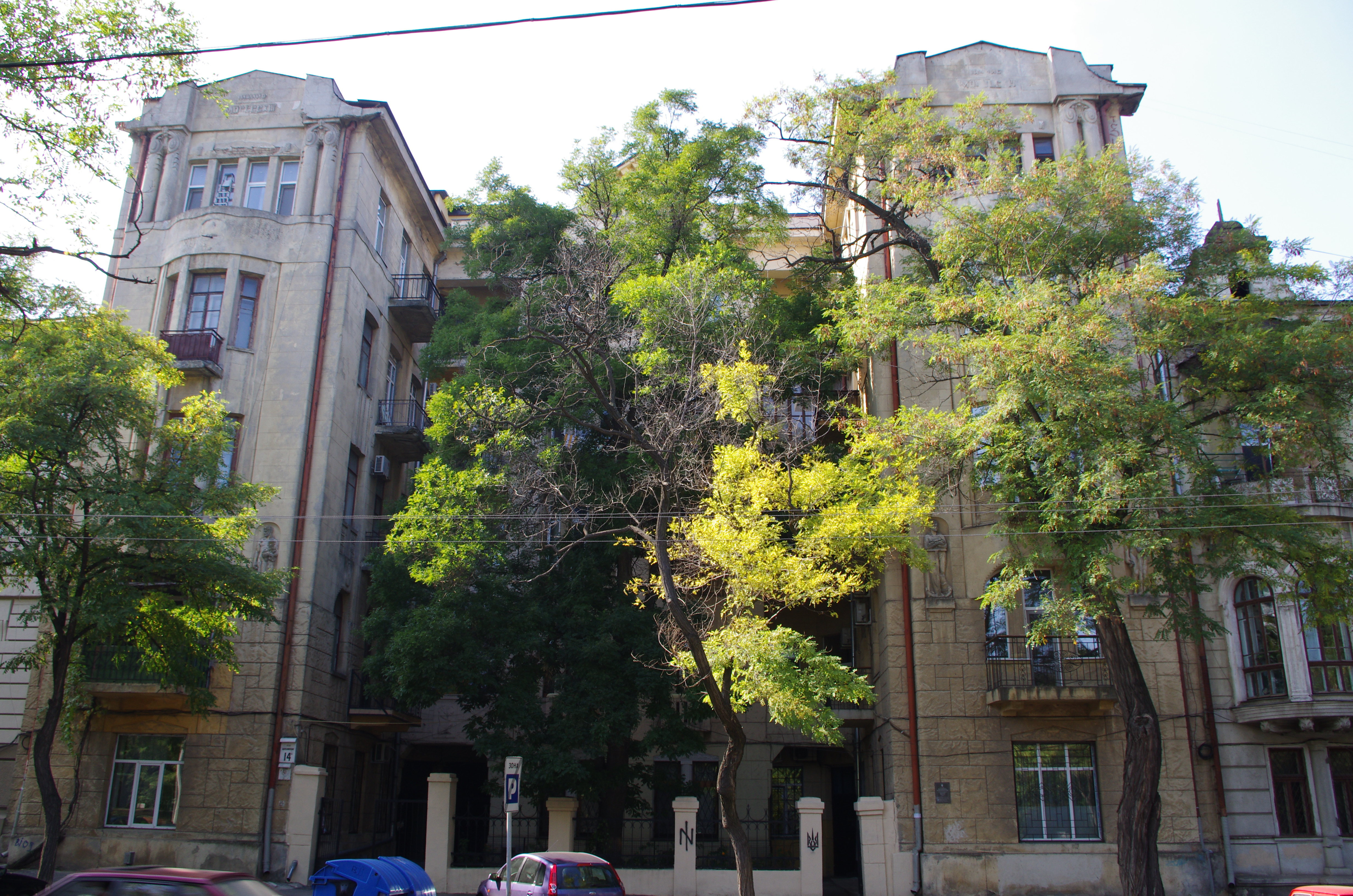
Прибутковий будинок Наума.

Використовував форми модерну і неоампіру. В Одесі виконав наступні роботи:
- Перебудова першого поверху будинку на вулиці Софіївській № 13 у крамницю з чавунними колонами (1911);
- Прибутковий будинок на провулку Канатному № 5 (1912);
- Прибутковий будинок Наума на вулиці Маразліївській № 14б (1913);
- Прибутковий будинок Асвадурова на розі вулиць Італійськкої № 37 і Троїцької № 25 (1913—1914, співавтор Л. Чернігів).

Після Жовтневої революції:
- розробляв новий генеральний план Одеси;
- займався проблемами озеленення міста, створення скверів і парків, зокрема:
  - планування скверу імені С. М. Кірова (1930-ті);
  - планування парку імені Т. Г. Шевченка (1930-ті).